# Diaphanomyia aurifacies
Diaphanomyia aurifacies är en tvåvingeart som först beskrevs av Robineau-desvoidy 1830.  Diaphanomyia aurifacies ingår i släktet Diaphanomyia och familjen parasitflugor. Inga underarter finns listade i Catalogue of Life.